# Bernardo Rimarim
Bernardo Rimarim (* 23. März 1962) ist ein ehemaliger philippinischer Radrennfahrer.

## Sportliche Laufbahn
Rimarim war im Bahnradsport aktiv. Er war Teilnehmer der Olympischen Sommerspiele 1988 in Seoul. Im 1000-Meter-Zeitfahren belegte er beim Sieg von Alexander Kiritschenko den 26. Platz. Im Punktefahren war er im Vorlauf ausgeschieden.
Bei den Asienspielen 1986 gewann er die Bronzemedaille im Punktefahren.